# Schildow
Schildow è una frazione (Ortsteil) del comune tedesco di Mühlenbecker Land, nel Land del Brandeburgo.